# فيدل كانو كوريا
فيدل كانو كوريا (بالإسبانية: Fidel Cano Correa)‏ هو صحفي كولومبي، ولد في 23 نوفمبر 1965 في بوغوتا في كولومبيا.